# Rochers Viti
Les rochers Viti est une île de l'État de Washington dans le Comté de Skagit aux États-Unis.

## Description
Située dans le Puget Sound entre l'île Lummi au nord et l'île Vendovi au sud, elle s'étend sur environ 290 m de longueur pour d'un peu moins de 65 m.